# Marina (cantora)
Marina Lambrini Diamandis (em grego: Μαρίνα-Λαμπρινή Διαμαντής; romaniz.: Marína-Lampriní Diamánti; nascida em Brynmawr, País de Gales, Reino Unido, em 10 de outubro de 1985) conhecida pelo nome artístico MARINA (anteriormente conhecida como Marina and the Diamonds), é uma cantora, compositora e produtora musical galesa de ascendência grega. Ela se tornou famosa após conquistar o segundo lugar no Sound of 2010, da BBC.
O seu antigo nome artístico, "Marina And The Diamonds" consistia em um trocadilho com o seu sobrenome. Diferente do que muitos pensam, Marina não possuía uma banda, o nome "The Diamonds" se tratava, na verdade, de uma homenagem aos seus fãs, como ela mesma havia explicado na sua página no MySpace: "Eu sou Marina. Vocês são os diamantes".
Em 2009, Diamandis apresentou o The Crown Jewels EP com a ajuda da gravadora Neon Gold Records. No ano posterior, com a gravadora 679 Recordings, ela lançou o seu primeiro álbum de estúdio, The Family Jewels. Em 2011, Diamandis anunciou que estava trabalhando no seu segundo álbum, Electra Heart, o qual foi lançado em 2012, e seguido por Froot, de 2015. Em setembro de 2017, ela anunciou que iria interromper a carreira artística para se dedicar a um curso de Psicologia. Porém, em agosto de 2018, Diamandis confirmou que o seu quarto álbum, Love + Fear, seria lançado sob o nome Marina, apenas.
O seu estilo musical varia de baladas com teclado a canções com o apoio da sua banda e tem diversas influências, como Blondie, Nirvana, Madonna, Kate Bush, Tom Waits, Patti Smith, Fiona Apple, The Distillers, Britney Spears e Daniel Johnston.

## Infância e adolescência
Filha de pai grego e mãe galesa, Diamandis nasceu em Brynmawr e cresceu na vila de Pandy, no País de Gales, com os seus pais e a sua irmã mais velha. Ela frequentou as escolas St. Catherine’s Embassy School e Monmouth Haberdashers (exclusiva para garotas), sobre a qual disse: "encontrei o meu talento lá. Eu tinha um professor de música incrível que conseguiu me convencer de que eu podia fazer tudo". Quando os seus pais se separaram, Diamandis se mudou para Grécia, aos 16 anos, para viver com o seu pai. Ela voltou para o País de Gales aos 18 anos.
Depois de abandonar a universidade, e com o dinheiro que conseguiu trabalhando em um posto de gasolina durante dois meses, Diamandis se mudou para Londres, onde frequentou uma escola de dança por apenas dois meses. Em 2005, ela cursou um ano de canto na Escola de Música de West London e participou de audições, incluindo as dos musicais West End e O Rei Leão.

## Carreira musical

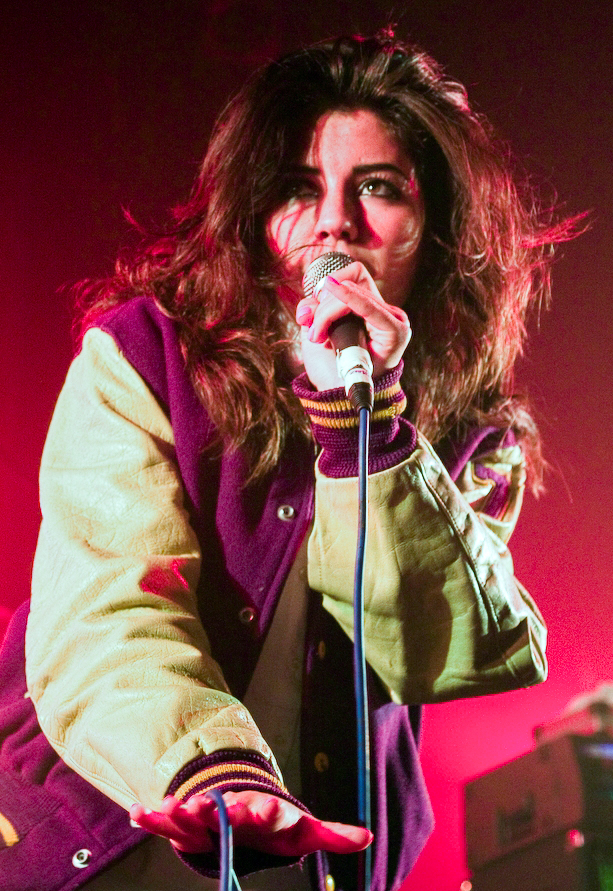
Marina (2009)

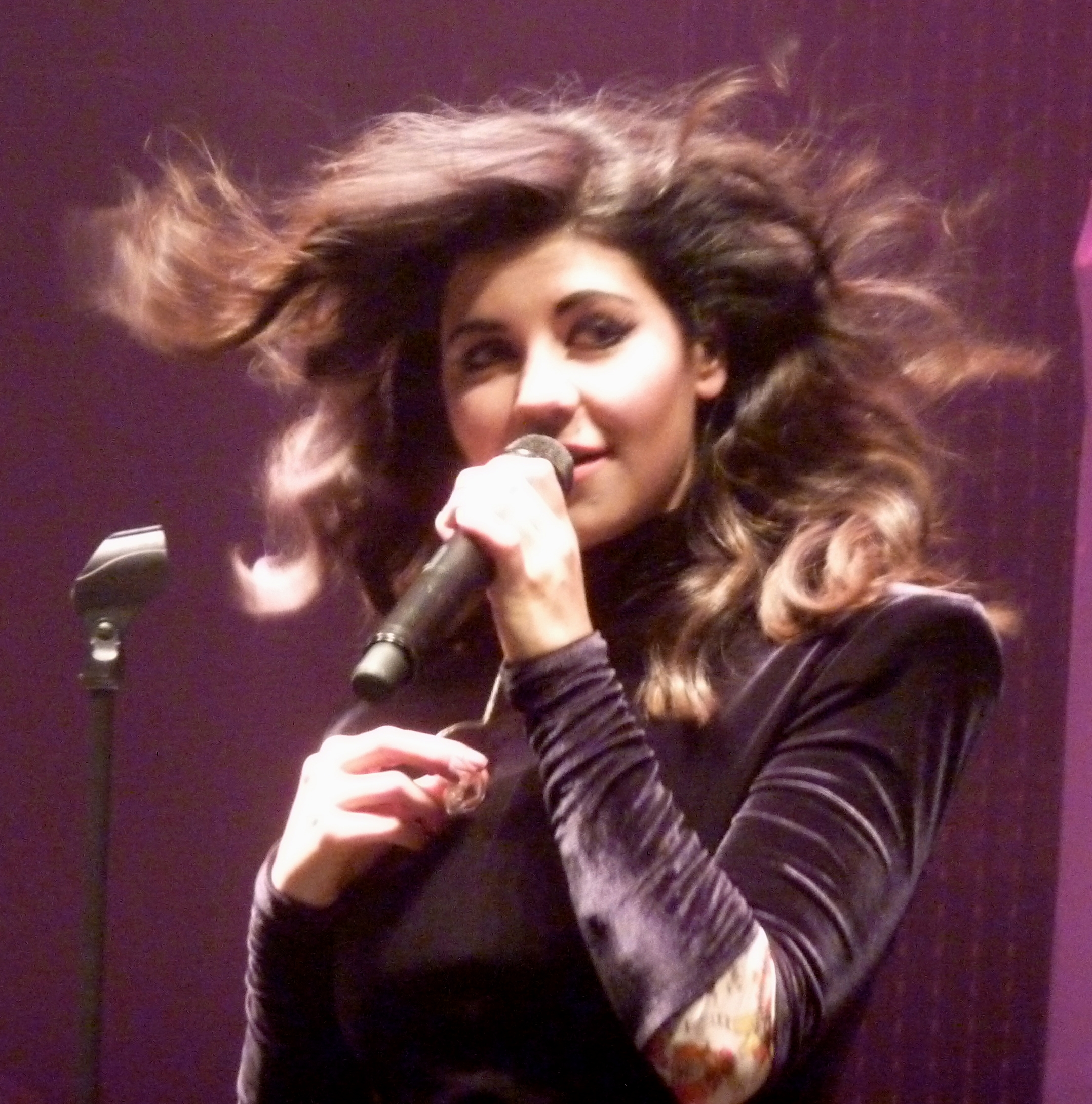
Marina (2010)

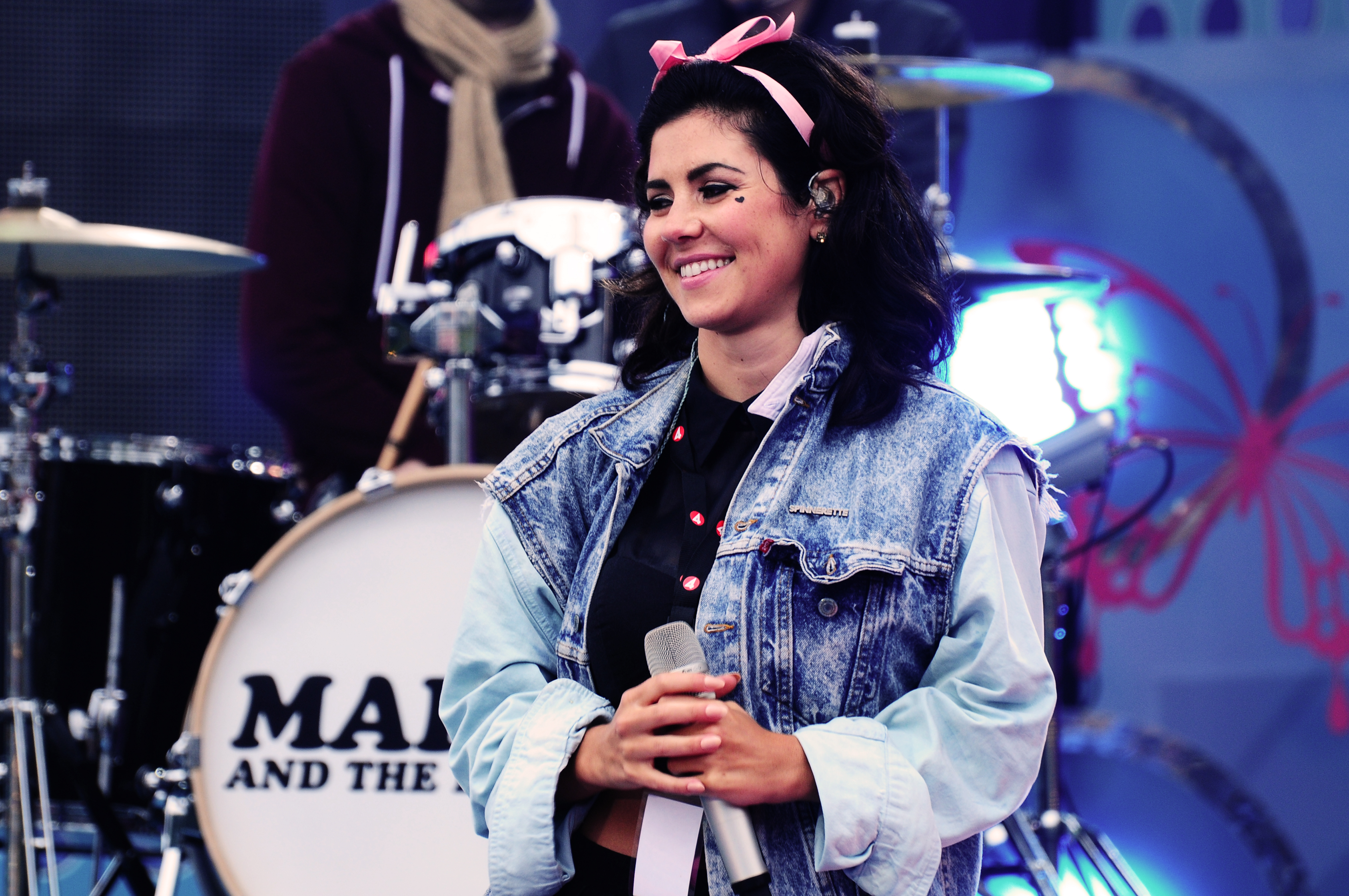
Marina (2012)

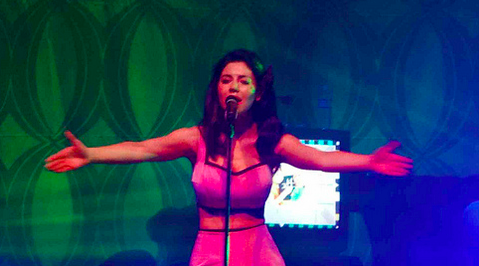
Marina (2013)

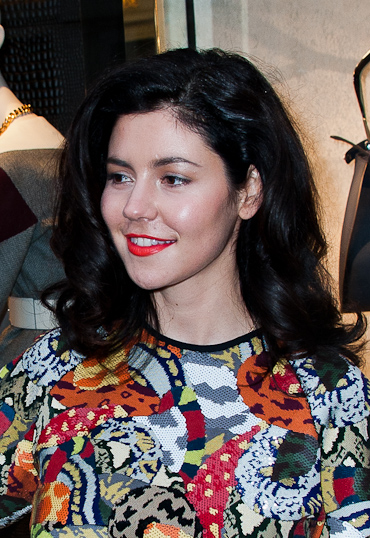
Marina (2014)

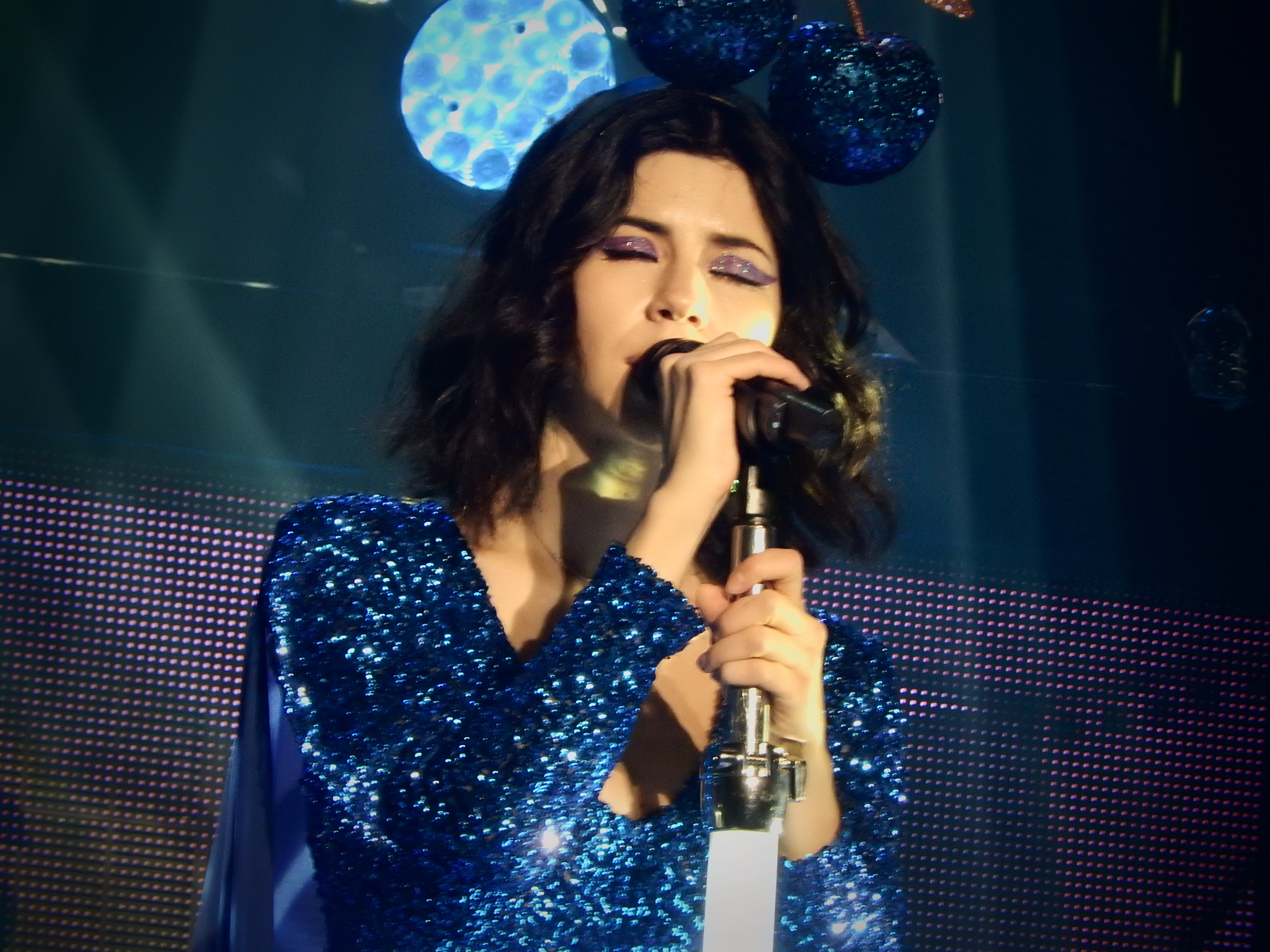
Marina (2016)

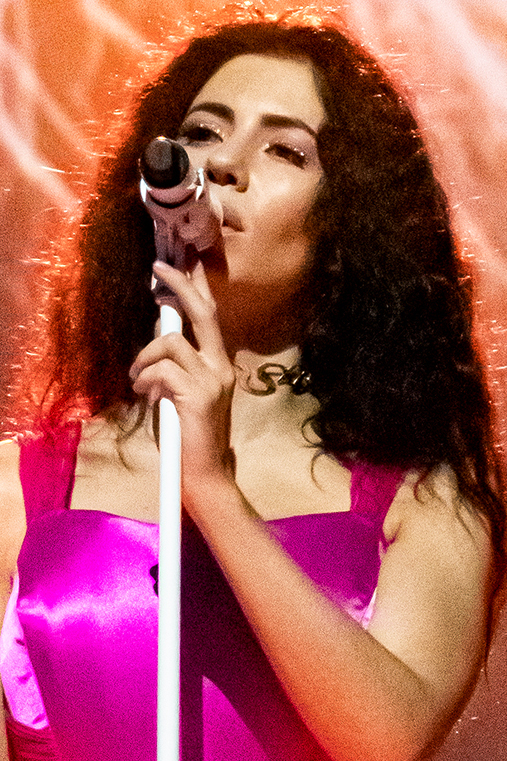
Marina (2019)

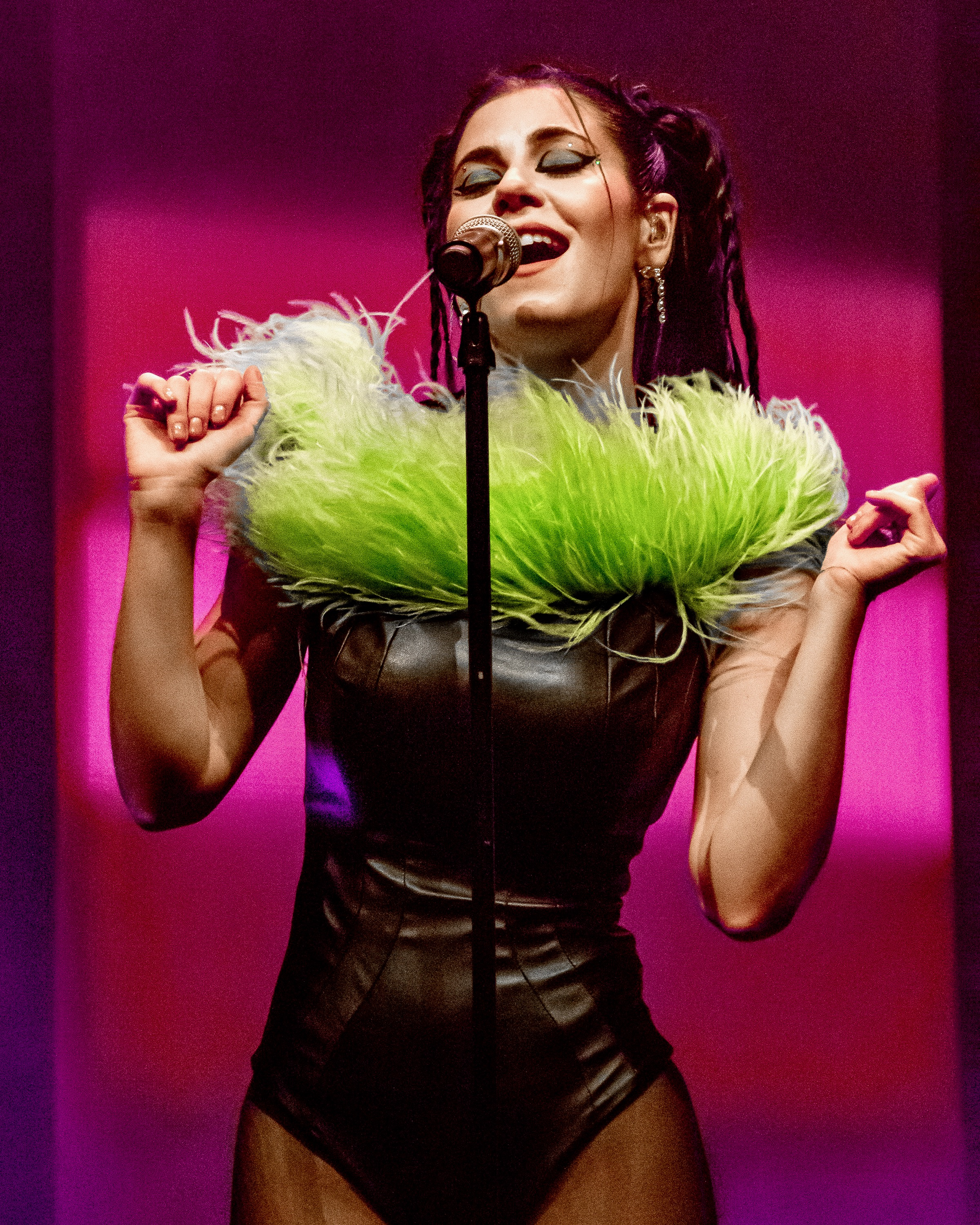
Marina (2022)

### 2005–08: Início de carreira
Em 2005, Diamandis criou o nome Marina and the Diamonds. Ao descrever a origem, ela disse:
Eu nunca imaginei um personagem, um projeto pop, uma banda ou um artista solo. Apenas vi um grupo composto por muitas pessoas que tinham o mesmo sentimento. Um espaço para pessoas com ideais semelhantes que não poderia caber em moldes pré-fabricados da vida. Eu me sentia desagradável! Eu realmente queria fazer parte de algo, porque nunca me senti muito ligada a ninguém, e agora sinto que tenho todos à minha volta.
As primeiras demo tapes de Diamandis foram autocompostas e produzidas no software GarageBand. Ela encontrou alguém para produzir algumas faixas, as quais se transformaram na sua estreia: Mermaid vs. Sailor EP, lançado em 23 de novembro de 2007. O disco, gravado em CD-Rs, foi vendido através da sua página no MySpace.
Em janeiro de 2008, Diamandis foi descoberta pelo músico Derek Davies e assinou o seu contrato com a gravadora Neon Gold Records. Em outubro de 2008, assinou contrato com a gravadora 679 Recordings.
Diamandis estreou com Obsessions e Mowgli’s Road, seguindo com o seu segundo EP, The Crown Jewels, em 1º de junho de 2009. O seu single seguinte foi I Am Not a Robot. Em 7 de dezembro de 2009, ela foi citada na enquete da Sound of 2010, e em 7 de janeiro de 2010 foi anunciado que ela havia conquistado o segundo lugar na premiação.

### 2009–11:The Family Jewels
Diamandis lançou o seu álbum The Family Jewels em 22 de fevereiro de 2010. Ele chegou ao quinto lugar no UK Albums Chart.
A nova versão de "Mowgli’s Road" foi lançada como single em 13 de novembro de 2009, e a música "Hollywood", em 1 de fevereiro de 2010. A nova versão de "I Am Not a Robot" se tornou single em 26 de abril de 2010. Diamandis disse que decidiu relançar a música porque "as pessoas pareciam se identificar e se relacionar com a música, independentemente do sexo ou da idade". "Oh No!" se tornou o quarto single do álbum em 2 de agosto de 2010, e "Shampain", em 4 de outubro de 2010. Ela embarcou em sua primeira turnê em 14 de fevereiro de 2010, uma viagem de 70 dias pelo Reino Unido, Irlanda, Europa continental, Estados Unidos e Canadá.
Logo no início de 2010, Diamandis colaborou com o produtor Benny Blanco e com o guitarrista Dave Sitek em um material o qual ela descreveu ser "uma oportunidade muito grande para mim como compositora. Estamos como uma trindade esquisita, uma combinação do pop e do indie". Em março de 2010, Diamandis assinou contrato com as gravadoras Atlantic Records e Chop Shop Records. Antes do lançamento do álbum estadunidense, em 25 de maio de 2010, ela apresentou o seu terceiro EP, The American Jewels EP, em formato digital e exclusivo para os Estados Unidos em março de 2010. Diamandis começou a sua estreia estadunidense em 14 de março de 2010 com uma série de shows. Diamondis foi nomeada pelo Critics’ Choice para o Brit Awards de 2010.

### 2011–13:Electra Hearte sucesso comercial
Em janeiro de 2011, Diamandis disse em uma entrevista que estava preparando o seu segundo álbum de estúdio, e que o tema seria sexualidade e feminismo. No mesmo mês, ela anunciou que participaria de uma turnê com Katy Perry, abrindo os seus shows pela América do Norte. Ainda no início de 2011, três das suas demos foram vazadas na internet: "Jealousy", "Sex Yeah" e "Living Dead".
Em agosto de 2011, Diamandis divulgou o nome do seu segundo álbum de estúdio: Electra Heart. Em 30 de abril de 2012, a cantora lançou oficialmente o álbum de estúdio. O álbum possui 16 singles, desses, os com maior reconhecimento do público geral são: " Bubblegum Bitch", "Primadonna", "How to Be a Heartbreaker" e "Teen Idle".
O primeiro single, "Primadonna", foi lançado com o seu videoclipe em 12 de março de 2012, no canal de Diamandis no YouTube. A canção atingiu a décima primeira posição no UK Singles Chart, e o vídeo alcançou mais de 117 milhões de visualizações.
O terceiro single do álbum, "How to Be a Heartbreaker", lançado em 26 de janeiro de 2013, ganhou boas posições na Dinamarca, Finlândia, Hungria e Irlanda; boa parte das suas vendas foi em formato digital.

### 2014–16:Froote pausa musical
Depois de passar um mês em Nova York, Diamandis anunciou que já tinha material escrito para o seu terceiro álbum. Mais tarde, ela revelou, através da sua conta no Facebook, que havia começado a compor três meses depois do lançamento de Electra Heart. Em abril de 2012, foi confirmado que um dos produtores do álbum seria David Kosten.
Em fevereiro de 2014, Diamandis declarou que havia gravado metade do álbum enquanto estava na Suécia com os amigos. Em 10 de outubro de 2014, no seu aniversário, ela revelou a faixa-título "Froot". Neste álbum, Diamandis apresentou um trabalho diferente do visto anteriormente em Electra Heart, quando se uniu a produtores mainstream e entregou um resultado mais comum no cenário musical.
Em Froot, a cantora explorou baladas emotivas, passeou pelas batidas da música disco, e contemplou o electropop de forma sutil. Ela compôs todas as faixas e participou de grande parte da sua produção. Diamandis revelou que divulgaria seis faixas do álbum, uma por mês, até o lançamento oficial do álbum por completo. "Happy", a segunda faixa a ser liberada, alcançou a sexta posição no iTunes dos Estados Unidos; "Immortal" chegou na quinta, "I'm a Ruin", na segunda e "Forget" na primeira — as melhores colocações da artista até então.

### 2017–19:Love + Feare mudança no nome artístico
Em dezembro de 2016, o trio eletrônico Clean Bandit confirmou que "Disconnect", canção apresentada ao público durante o Coachella, estaria incluída no seu novo álbum. A música, lançada como single em junho de 2017, entretanto, foi deixada de fora na versão final do álbum, intitulado What Is Love?. Porém, Diamandis continuava presente no material com a faixa "Baby"; essa parceria com o trio e o cantor porto-riquenho Luis Fonsi foi lançada em novembro de 2018 como sexto single do álbum.
Após uma breve pausa na sua carreira para se comprometer com a faculdade de psicologia, Diamandis confirmou através da sua conta no Twitter que estava trabalhando em novas músicas, mostrando aos fãs prévias de "Superstar" e "Emotional Machine". "Emotional Machine" foi apresentada ao público durante a comemoração de aniversário da sua gravadora, a Neon Gold. A canção foi previamente dita como uma parceria com Georgia Nott, do duo eletrônico Broods.
Em fevereiro de 2019, através de uma divulgação feita pelo Spotify, Diamandis confirmou que o primeiro single do seu quarto álbum seria a canção intitulada de "Handmade Heaven". O single foi lançado em 8 de fevereiro de 2019 nas plataformas digitais, e o vídeo oficial, algumas horas depois. Em 14 de fevereiro de 2019, o seu novo álbum duplo — Love + Fear — foi disponibilizado para pré-venda no site oficial. As datas da turnê mundial também foram divulgadas.

### 2020-21: Ancient Dreams in a Modern Land e ediçãodeluxe
Em 2020, Marina anunciou o lançamento de um novo projeto musical, o qual teria uma participação feminina muito maior comparado a seus outros trabalhos. Para o início da divulgação do novo disco, o single "Man's World", estreou através das plataformas digitais no dia 18 de novembro deste mesmo ano, contando com um time de produção todo composto por mulheres, sendo escrita pela própria cantora, produzida por Jenn Decilveo (que já trabalhou com Bat for Lashes e Hinds) e mixada por Emily Lazar (conhecida por seu trabalho com Sia, Clairo e a banda Haim).
Para acompanhar a canção, um videoclipe inédito foi lançado simultaneamente nas plataformas de vídeo, contando com visuais etéreos e figurino de influência greco-romana. O clipe também conta com uma equipe de produção inteiramente feminina e trata de temas sociais atuais, tais como o feminismo e a defesa das minorias.
Após "Man's World", para aquecer o lançamento do álbum, a cantora lançou os singles: "Purge the Poison", "Venus Fly Trap" e "Ancient Dreams in a Modern Land" (canção que leva o nome do álbum). Todas as canções foram acompanhadas de videoclipes, e após o lançamento do disco Marina anunciou um show ao vivo diretamente do deserto da Califórnia nos Estados Unidos, que foi comercializado através de plataformas digitais.
Em meados do final de 2021 a cantora, através dos stories do Instagram, confirmou a gravação de novas faixas para a edição de uma edição deluxe, que possivelmente traria as faixas "Happy Loner" e "Pink Convertible", vez que foram descartadas na versão tradicional do álbum. As previsões se concretizam quando Marina lança "Happy Loner" para promover a edição deluxe do álbum, que foi lançada no dia 7 de janeiro de 2022 confirmando as duas faixas especuladas e trazendo ainda a faixa "Free Woman" juntamente de uma versão demo de "Venus Flytrap" e "Ancient Dreams in a Modern Land".

### 2022 - presente: Saída da Atlantic Records e futuros projetos
Enquanto finalizava a turnê de Ancient Dreams in a Modern Land, Marina anunciou que após 14 anos estava deixando sua gravadora, Atlantic Records, após cinco álbuns de estúdio, diversos videoclipes e turnês bem sucedidas.
Em sua conta do twitter, a cantora comunicou sua decisão a seus fãs: “Quero compartilhar minha independência com vocês”, dizendo que a partir de agora lançará seus futuros trabalhos independentemente como quando iniciou a carreira.

## Discografia
- The Family Jewels (2010)
- Electra Heart (2012)
- Froot (2015)
- Love + Fear (2019)
- Ancient Dreams in a Modern Land (2021)
- Princess of Power (2025)

## Turnês
| Como artista principal - The Burguer Queen Tour (2010–11) - The Lonely Hearts Club Tour (2012–13) - Neon Nature Tour (2015–16) - Love + Fear Tour (2019) - Ancient Dreams In A Mordern Land Tour (2022) | Como artista de abertura - NME Radar Tour (2009) - California Dreams Tour (2011) - Mylo Xyloto Tour (2011–12) |